# CompuMate
O Spectravideo CompuMate SV010 foi uma expansão que possibilitava transformar uma consola de jogos Atari 2600 VCS num computador doméstico muito simples.
Na Alemanha, o CompuMate foi vendido também pela "Quelle", uma empresa de vendas pelo correio, sob o nome de "UNIVERSUM".
No Brasil, por volta de 1985, foram lançadas pelo menos duas cópias do CompuMate, uma pela Milmar Eletrônica ("Dactar-Comp"), e outra conhecida como "CompuGame".

## Características
| UCP           | 6507 em 1,19 MHz                                         |
| RAM           | 1,75 kilobytes                                           |
| ROM           | 16 KiB                                                   |
| Teclado       | membrana, 42 teclas.                                     |
| Display       | televisor (via Atari 2600), 40×40 pixels, 8 cores de 256 |
| Som           | dois canais, mono                                        |
| Portas        | interface de gravador cassete                            |
| Armazenamento | fita magnética                                           |

O CompuMate consistia num módulo com teclado de membrana e conectores de interface. Estes conectores eram encaixados no slot da consola e em ambas as portas de joystick do Atari. Como o usuário podia colocar o teclado no velho estilo das consolas VCS, isso resultava numa unidade compacta. Usado com a consola 2600jr lembrava um microcomputador desktop com um teclado separado.
O CompuMate estava equipado com uma interface de gravador, para que pudesse usar fitas cassete para armazenamento de dados e programas.
O CompuMate oferecia em sua ROM:
- linguagem de programação BASIC
- um pequeno programa musical (MUSIC)
- um programa de desenho (DRAW) muito simples que permitia fazer animações limitadas (de até 9 quadros).

Na ROM também estavam armazenados amostras de som e imagens, disponíveis para os programas citados.